# 그라이프스발트 원자력 발전소
그라이프스발트 원자력 발전소(독일어: Kernkraftwerk Greifswald)는 독일의 폐쇄된 원자력 발전소로, 동독 시기에 건설된 동독 최대의 원자력 발전소였다. 독일 메클렌부르크포어포메른주 그라이프스발트 인근의 루브민(Lubmin)에 위치해 있으며, 이에 따라서 루브민 원자력 발전소(Kernkraftwerk Lubmin)로 불리기도 했다. 가동 당시 원자로는 총 5기였으며, 1974년에 단계적으로 가동을 시작하여 1990년에 운전을 종료했다. 1995년에 폐쇄가 확정되어 해체 작업이 진행 중이다.

## 역사

### 착공

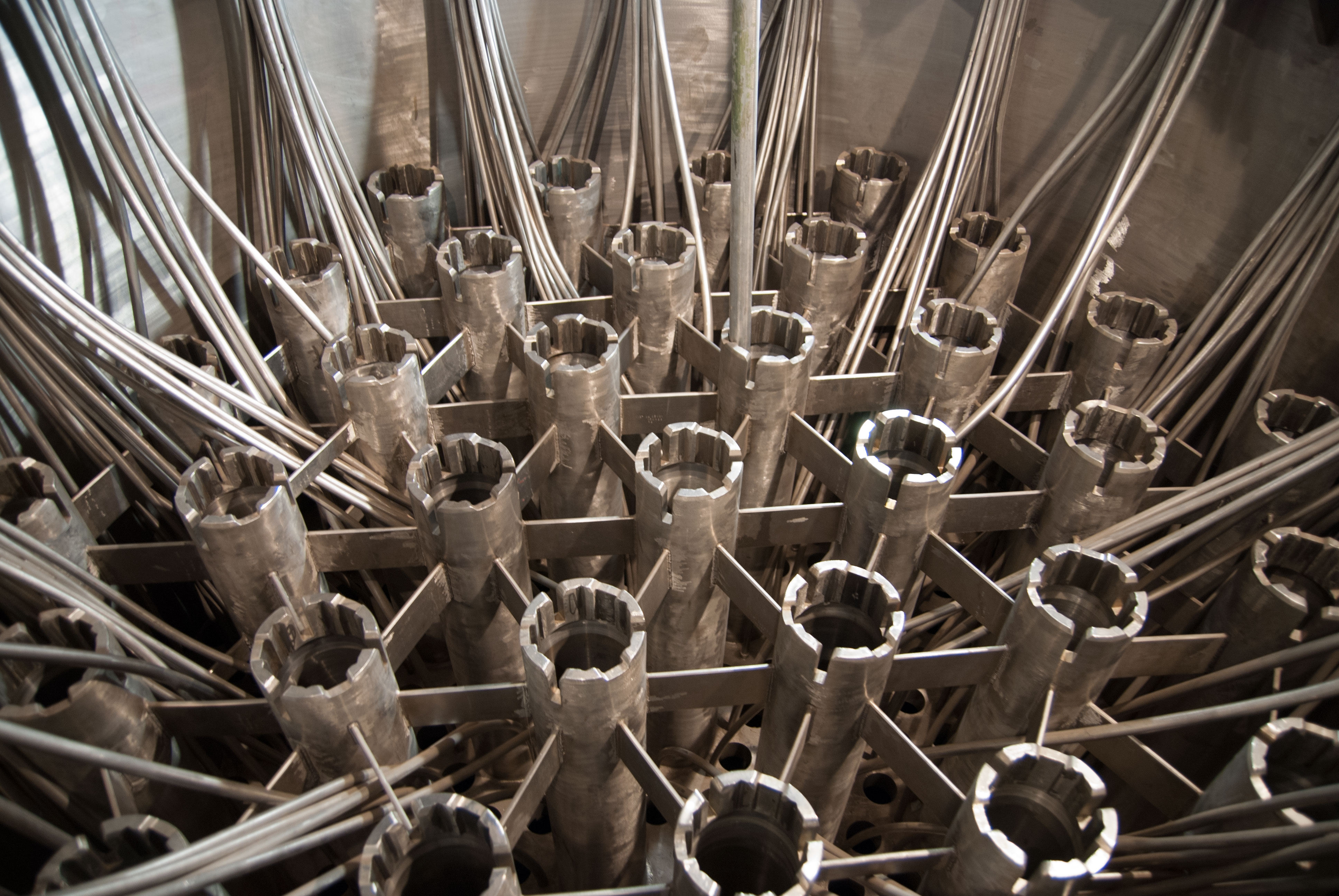
6호기의 원자로 내부, 연료봉 삽입구

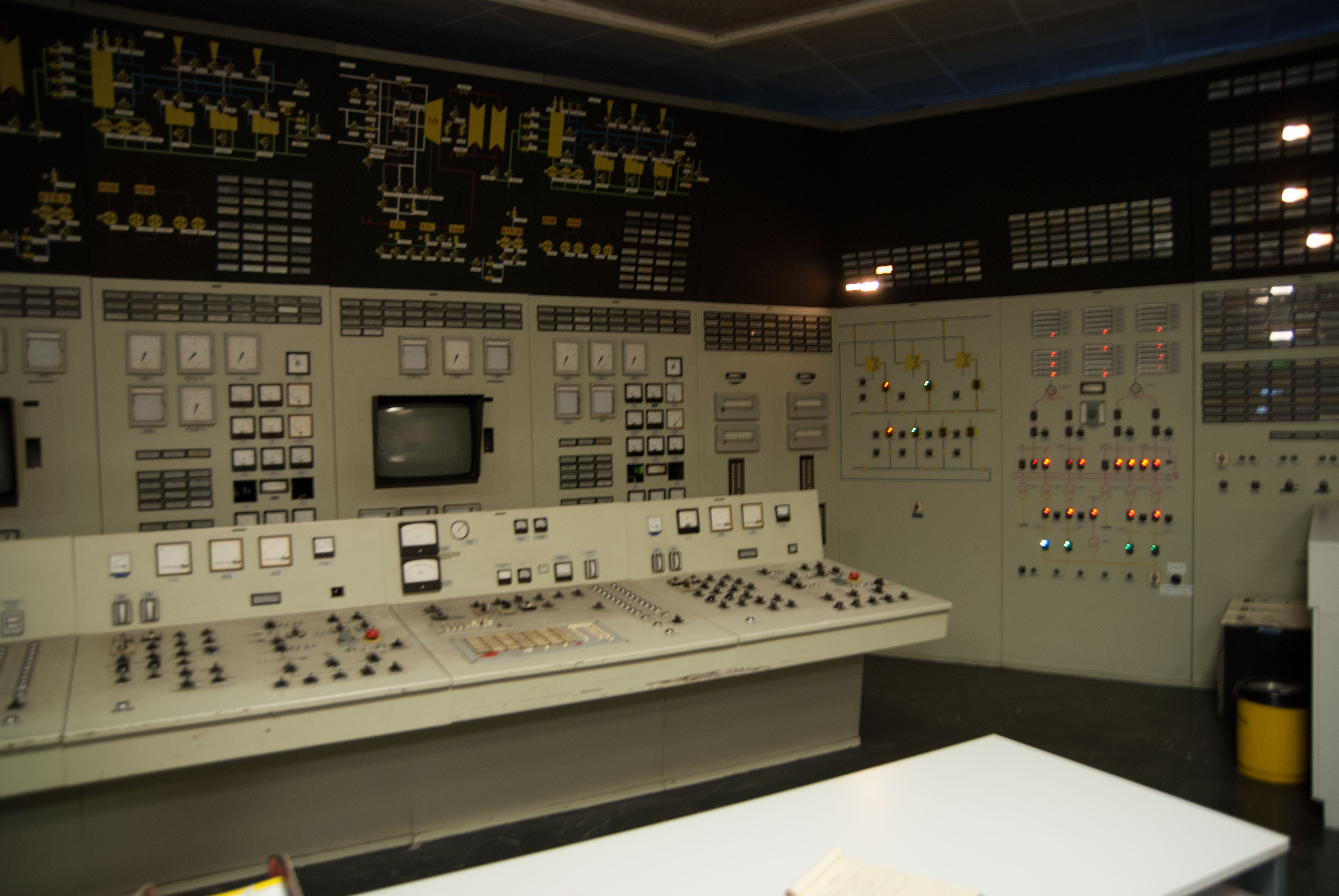
제어실, 2007년 6월

동독의 70 MWe급 시험용 원자로인 라인스베르크 원자력 발전소의 상업적 가동이 시작되기 전이었던 1965년 7월 14일에 동독과 소련은 2000 MWe급 원자력 발전소 건설 및 소련에서의 원자로 부품 공급 계약을 체결했다. 발전소 부지 선정 과정에서 그라이프스발트 인근의 루브민이 선택되었다. 선정 이유로는 발트해에서의 냉각수 공급, 농업용지로서의 활용도 부족, 유사시 피해가 적은 낮은 인구 밀도가 꼽혔다. 그 대신 동독의 전력 주 사용처인 남부와의 먼 거리와 송전 손실이 약점으로 지적되었다. 1967년에 부지 위치가 선정되었고, 1969년에 VVER-440/230 원자로 4기가 착공했다. 동독 측의 건설사는 VEB BMK Kohle und Energie였다. 원자로 4기 건설은 당시 국제적인 기준의 시간 내에 진행되었으나, 1970년 12월 9일부터 11일까지 개최된 독일 사회주의통일당 제14차 중앙위원회 회의에서는 건설 비용이 계획의 두 배 이상이 들었음을 지적했다. 1호기는 1974년, 2호기는 1975년, 3호기는 1978년, 4호기는 1979년에 상업 운전을 시작했다. 발전소의 발전량은 동독 전체 수요의 약 10%를 충당했다.
1970년대 중반에 동형의 원자로 추가 4기 건설이 승인되었고, 1980년 이후에 상업적 운전이 계획되었다.. 5호기부터 8호기까지는 안전 장치가 보강되었고 원자로 형태도 VVER-440/213으로 변경되었다. 주요 변경 사항으로는 주 냉각 계통 다중화, 냉각수 손실 및 응축수가 감소된 비상 냉각 시스템 개선 등이 있다. VVER-440/213형 원자로는 당대의 사회주의 국가 및 핀란드에도 건설되었다.
신규 원자로 건설은 소련 측에서의 공급 부족 및 품질 문제로 지연되었다. 동독에서는 공급 지연에 대해서 소련 측에 항의했으며, 동독 원자력부에서는 원자로 건설이 불가능할 수도 있음을 통보했다.
5호기는 지연 끝에 1989년에 시험 운행을 시작했고, 6호기는 1990년에 완공되었으나 연료를 주입하지는 않았다.
1978/1979년 폭설 사태 당시 그라이프스발트 원자력 발전소는 동독에서 정상 가동했던 몇 안 되는 발전소였다. 발전소 근무 인력의 일부는 군용 헬리콥터를 통해서 출퇴근했던 시기도 있었다. 반면 석탄 발전소는 발전용 석탄에 포함된 수분으로 인하여 얼어붙거나, 석탄을 운송하는 철도 시설물이 얼어붙었기 때문에 출력이 제한되었거나 가동이 중단되었다. 1979년 2월 13일 동독 북부에서 최대 25 m/s의 눈폭풍이 불면서 발전소로 향하는 도로와 철도가 차단되었다. 당시 발전소에 있었던 야간조 직원 약 1,000명은 2월 14일 오전에 교대할 예정이었으나, 50시간을 초과하여 피로할 때까지 근무한 이후 2월 16일이 되어서야 군용 헬리콥터를 통해서 다른 직원과 교대할 수 있었다. 헬리콥터는 최대 12인을 운송할 수 있었으며, 이착륙을 위해서 조명탑의 위치를 변경해야 했다. 야간조 조장은 70시간 근무 후에야 마지막 헬리콥터편으로 발전소를 떠날 수 있었다.
1982년에는 지역 난방 연결이 착공했다. 1983년부터는 1호기부터 4호기까지에서 75 MWt 난방 공급이 시작되었고, 그라이프스발트 지역의 14,000가구 및 산업체에 공급되었다.

### 안전 문제, 독일 통일과 폐로
1호기부터 4호기까지에 사용된 VVER-440/230 원자로는 1960년대에 최초로 설계되었고 1980년대 이후에 정의된 안전 기준을 만족하지 못했다. 원자로 설계에 의한 문제 외에도 동독의 원자력안전부에서는 1호기부터 4호기까지의 압력용기의 취성화 문제를 주시하고 있었다. 원자로를 국제적인 안전 기준에 맞게 개수하는 작업을 진행하려고 했으나, 소련 측의 비협조로 인해서 진행되지 못했다. 1980년대에 안전 문제가 악화되면서, 감시 위원회에서는 1987년 5월에 1호기 가동 중단을 권유했다. 그러나 동독의 에너지 위기로 인하여 사회주의통일당 정치국에서는 1987년 6월 30일에 발전소 현대화 작업을 연기했다. 1호기는 안전 문제를 무시하고 가동이 계속되었다. 이듬해에는 압력용기 용접부의 취성화 문제를 해결하기 위하여 열처리가 진행되었다.
동독 정권 내에서도 향후 원자력 발전소의 방향에 대해서 의견이 나뉘었다. 사회주의통일당 중앙위원회에서는 1989년 5월 30일에 원자로 재건축을 결의했으나, 원자력안전부에서는 1990년대 국제 원자력 안전 기준에 적합한 재건축이 불가능하며 폐쇄해야 한다고 주장했다. 그러나 원자력안전부는 사회주의통일당의 결의안을 따를 수밖에 없었으며 계획된 재건축을 승인할 수 밖에 없었다.
1990년 2월 1일 슈피겔에 공개된 《시한폭탄 그라이프스발트》(Zeitbombe Greifswald) 기사에서 그라이프스발트 원자력 발전소의 사고가 최초로 공개되었다. 몇 해 전에 발생한 체르노빌 원자력 발전소 사고에 빗대서 체르노빌 노르트(Tschernobyl Nord) 원자력 발전소라는 언급이 있었지만, 체르노빌과 그라이프스발트에 사용된 원자로의 종류는 서로 달랐다. 당시까지 공개되지 않았던 사건 사고 외에도 압력용기의 취성화 가능성 및 부식 문제, 주 열교환기의 너무 큰 크기로 인한 원자로의 순환 문제가 기사에서 언급되었다. 그러나 차후에 발표된 GRS(Gesellschaft für Reaktorsicherheit)의 안전 감사 보고서에서는 압력용기 부식 문제와 열교환기 크기 문제 제기에 대해서 반박했다.
GRS에서는 독일의 재통일 과정에서 1990년 초에 소련과 프랑스의 전문가의 참여를 통해서 안전 진단을 시작했다. 당시 가동 중이었던 총 4기의 원자로에서 원자로 긴급 냉각 시스템의 다중화 부재, 주 냉각재관의 손상 탐지 부재, 격납 건물의 부재, 수분 응축 등의 일반적인 안전 장치 미비 외에도 압력용기의 취성화로 인한 긴급한 안전 문제가 제기되었다. 이레 인하여 1990년 2월에 2호기와 3호기를 임시로 가동 중단할 것을 추천했다. 동독 정부에서는 이 조치를 수행했다.
4호기는 1990년 초여름에 안전 진단을 위해서 가동을 중단했고, 이후에 가동이 재개되지 않았다. 1990년 7월 1일 동독 정부에서는 GRS의 안전 진단 보고서를 인용하여, 그라이프스발트 1호기부터 4호기까지를 서독의 안전 기준에 따라서 개수하는 데에는 비용이 너무 많이 들 것이라고 판단하여 원전 가동 중단을 결정했다. 그라이프스발트 지역의 난방 공급을 위하여 1호기는 1990년 12월 17일까지 가동을 계속했고, 대체 설비로 20 MW급 석유 난방 설비 10기가 가동을 시작하면서 원자로 가동이 중단되었다. 1995년부터는 지역 난방이 가스식으로 변경되었다.
1990년 11월 17일에는 5호기의 시험 가동이 거부되었다. 4호기까지와는 다르게 VVER-440/213형 원자로를 사용했고, 안전 설비를 추가로 도입하여 서독의 원자력 안전 기준에 적합하게 개수할 수 있을 것으로 예상했으나 이에 들어가는 비용을 부담할 에너지 기업이 없었다. 5호기와 6호기의 안전 설비 개수 비용은 5000만 마르크로 예상되었으며, 6개월 내에 비용을 회수할 수 있을 것으로 예상했다.
1996년에는 발전소에서 사용하지 않았던 연료봉 235개를 같은 원자로를 사용하는 헝가리의 퍽시 원자력 발전소에 수출했고, 그린피스에서 이에 대해서 항의했다.
독일 통일 이후 폐로 작업이 시작되었다. 1995년 6월 30일에 해체 계획이 승인되었고 이 날부터 원자력 발전소가 공식적으로 폐쇄되었다. 당시 해체 비용은 약 30억에서 50억 유로로 예상되었다. 방사성 폐기물은 1998년까지 모르슬레벤 방사성 폐기물 저장소(Endlager Morsleben)로 옮겨졌다. 2007년까지 해체에 투입된 비용은 25억 유로였다. 원래 계획에서는 2012년까지 해체 작업을 끝내고 부지를 원상 복구하는 것이었다.
2012년 4월에는 발전소 운영사 측에서 비용을 절감하기 위하여 대부분 시설은 즉시 해체하고, 건물은 향후 50년간 유지하면서 방사성 동위원소의 붕괴가 진행된 후에 철거한다는 계획을 발표했다. 이에 대해서 해체 작업을 불필요하게 지연시킨다는 비판이 있었다. 2013년 2월에는 주요 해체 작업이 2015년까지 완성될 것이라고 발표했다. 2015년에는 50년간 유지할 예정이었던 건물도 2028년까지 철거하는 것으로 계획을 변경했다.
발전소 가동 당시 고용 인원 수는 약 10,000명이었으나, 가동 중단 이후에는 발전소 해체 및 방사성 폐기물 관리에 필요한 인력 약 1,000명만 고용하고 있다. 발전소 건설 당시 그라이프스발트 동부에 건설되었던 노동자 사택도 대부분 철거되었다.

### 후속 계획
발전소 해체 이후 덴마크의 외르스테드에서 석탄 화력 발전소 건설 계획을 발표했으나, 주민 반대로 인하여 취소되고 소규모 가스 화력 발전소로 변경되었다. 해체 이후 발전소 부지 일부에는 재생 에너지 기업이 입주한 산업단지가 구축되었다.

## 발전 설비
총 8기의 원자로가 계획되었으나, 실제로 가동된 것은 5호기까지였다.
| 원자로 명칭             | 원자로형     | 설비용량   | 착공일          | 전력망 연동일    | 상업운전 개시일 | 가동 중단일                                     |
| ----------------------- | ------------ | ---------- | --------------- | ---------------- | --------------- | ----------------------------------------------- |
| 그라이프스발트-1(KGR 1) | VVER-440/230 | 408/440 MW | 1970년 3월 1일  | 1973년 12월 17일 | 1974년 7월 12일 | 1990년 12월 18일                                |
| 그라이프스발트-2(KGR 2) | VVER-440/230 | 408/440 MW | 1970년 3월 1일  | 1974년 12월 23일 | 1975년 4월 16일 | 1990년 2월 14일                                 |
| 그라이프스발트-3(KGR 3) | VVER-440/230 | 408/440 MW | 1972년 4월 1일  | 1977년 10월 24일 | 1978년 5월 1일  | 1990년 2월 28일                                 |
| 그라이프스발트-4(KGR 4) | VVER-440/230 | 408/440 MW | 1972년 4월 1일  | 1979년 9월 3일   | 1979년 11월 1일 | 1990년 7월 22일                                 |
| 그라이프스발트-5(KGR 5) | VVER-440/213 | 408/440 MW | 1976년 12월 1일 | 1989년 4월 24일  | 1989년 11월 1일 | 1989년 11월 24일                                |
| 그라이프스발트-6(KGR 6) | VVER-440/213 | 408/440 MW | 1976년 12월 1일 | -                | -               | 원자로는 완공되었으나 연료 주입이 진행되지 않음 |
| 그라이프스발트-7(KGR 7) | VVER-440/213 | 408/440 MW | 1978년 12월 1일 | 공사 중단됨      | -               | 1990년 10월 1일(해체)                           |
| 그라이프스발트-8(KGR 8) | VVER-440/213 | 408/440 MW | 1978년 12월 1일 | 공사 중단됨      | -               | 1990년 10월 1일(해체)                           |

발전소에서 생산된 전력은 볼미르슈테트 변전소와 베를린 근교 아렌스펠데 변전소로 각각 380 kV 선로를 통해서 송전되었다. 볼미르슈테트 변전소까지의 송전선로의 길이는 287.8 km로 독일에서 가장 긴 송전선로였다. 발전소 냉각수는 페네슈트롬 해협에 위치해 있는 슈판도어하겐 만(Spandowerhagener Wiek)에서 취수되었고, 시간당 약 20,000~40,000 m³의 온배수가 그라이프스발트 보덴으로 배수되었다. 따라서 별도의 냉각탑이 건설되지 않았고, 온배수의 폐열 중 일부는 그라이프스발트 지역 난방에 사용되었다.

## 사고

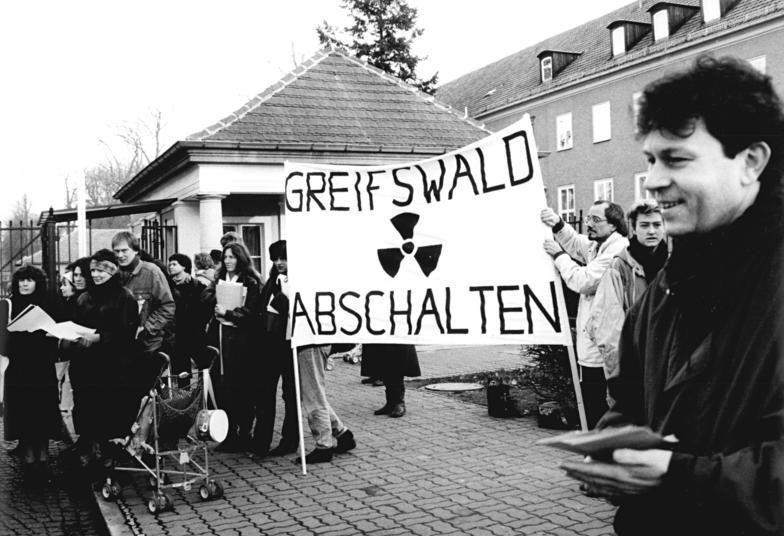
그라이프스발트 원전 폐쇄를 촉구하는 집회, 1990년 2월

1975년 12월 7일 한 전기 기술자가 전력 회로를 연결하는 과정을 교습하려고 했다. 이 과정에서 그라이프스발트 1호기의 1호 예비 변압기의 저압 회로를 단락시켰고, 고압 전류로 인하여 전선에서 화재가 발생했다. 주 케이블 덕트에서 발생한 화재로 인하여 전력 공급망과 주 냉각기 펌프 6기 중 5기의 제어 회로가 파괴되었다. 나머지 1기는 다른 원자로의 회로에 연결되어 있었고, 1호기의 비상 냉각 기능을 수행할 수 있었다. 발전소 소방대에서 화재를 진압했고, 화재 발생 직후 대응 조치가 올바르게 취해져서 나머지 냉각기 펌프의 전력 공급은 빠르게 복구되었다.
이 사고가 발생한 후 발전소 내 추가 방화 조치가 계획되었고, 안전에 중요한 시설은 공간상의 분리가 진행되었다. 각각 냉각기의 전력 공급 회로는 수 주간의 공사를 거쳐서 분리되었다. 그러나 방화 조치는 1975년 사고 이후 약 11년이 지난 후에야 시작되었고, 1977년에는 수처리 시설에서 또 화재가 발생했다. 1975년 당시 사고는 1989년이 되어서야 TV 방송과 슈피겔(1990년 2월 1일 발행분)을 통해서 공개되었다. 사고 자체는 소련을 통해서 사고 몇 시간 후에 IAEA에 보고되었다. INES 기준이 이 사고에 적용되었다면 3단계로 분류될 수 있었다. 1990년 이후 VVER-440 원자로 시뮬레이터의 표준 사고 시나리오에 이 사고가 포함되었다..